# Museu de Arte Contemporânea do Rio Grande do Sul
O Museu de Arte Contemporânea do Rio Grande do Sul é um museu brasileiro, localizado no 6º andar da Casa de Cultura Mario Quintana, na rua dos Andradas 736, no bairro Centro, em Porto Alegre.
Possui acervo composto por obras recentes de artistas gaúchos e brasileiros tais como Ângelo Venosa, Carlos Fajardo, Felippe Moraes, Iole de Freitas, Karin Lambrecht, Marco Gianotti, Nuno Ramos, Vera Chaves Barcellos, entre outros, com destaque para esculturas, pinturas, desenhos e gravuras.
Os principais projetos da instituição estão centrados no trabalho de pesquisa, preservação e divulgação da arte contemporânea em níveis estadual, nacional e internacional, promovendo a exibição do acervo fora dos limites físicos do museu.
O museu foi fundado por Gaudêncio Fidelis, seu primeiro diretor. Inaugurou em 18 de março de 1992 e foi criado pelo decreto 34.205 de 4 de março de 1992 do Governo do Estado do Rio Grande do Sul.
Em 2018, o museu inaugurou a exposição "Insulares" com 95 obras de 56 artistas.